# Димитър Райчев
Димитър Райчев (Райчов) е български революционер от Македония, участник в Българското опълчение (1877 – 1878).

## Биография
Димитър Райчов е роден през 1847 година (според други 1845 г.) в Кочани, Щипско, тогава в Османската империя. В някои източници като родно място се среща и Велес или се споменава Пирот. Самият Димитър Райчев пише в официален документ, че е от Кочани, но когато се уволнявал от Опълчението, казал да го пишат от Пирот, „понеже в Кочани не мога да се върна, защото е под турско иго“, а така му дали пари за път до Пирот.
Постъпва в Българското опълчение на 29 юни 1877 година, зачислен е в VIII дружина, 2-ра рота. Осма дружина не участва в сражения и на 1 август същата година е определен за попълнение на Първа серия. На 5 август е зачислен в I дружина, 3-та рота. С I дружина участва в отбраната на прохода Шипка и други битки. Уволнен е на 1 юли 1878 година.
След Освобождението Димитър Райчов остава в Свободна България. Дадена му е земя за обработване като на поборник в село Стамболово, Русенско, но той не успява да стане земеделец. След това се заселва в Русе.
Умира на 5 юли 1909 година.